# MTV Unplugged (Tony Bennett)
Pour les articles homonymes, voir MTV Unplugged (homonymie).
Albums de Tony Bennett
Steppin' Out
(1993) Here's to the Ladies
(1995)
MTV Unplugged est album live de Tony Bennett sorti en 1994. Accompagné du Ralph Sharon Trio, Bennett participe au show MTV Unplugged pour chanter le Great American Songbook avec des apparitions d'invités comme Elvis Costello et k.d. lang.
L'album remporte les Grammy Awards du Best Traditional Pop Vocal Performance et de Album de l'année.

## Titres
1. Old Devil Moon (E.Y. Harburg, Burton Lane) – 2:28
2. Speak Low (Ogden Nash, Kurt Weill) – 3:10
3. It Had to Be You (Isham Jones, Gus Kahn) – 3:13
4. I Love a Piano (Irving Berlin) – 1:56
5. It Amazes Me (Cy Coleman, Carolyn Leigh) – 3:08
6. The Girl I Love (George Gershwin, Ira Gershwin) – 3:59
7. Fly Me to the Moon (In Other Words) (Bart Howard) – 2:57
8. You're All the World to Me (Lane, Alan Jay Lerner) – 2:15
9. Rags to Riches (Richard Adler, Jerry Ross) – 1:23
10. When Joanna Loved Me (Jack Segal, Robert Wells) – 3:15
11. The Good Life/I Wanna Be Around (Sacha Distel, Jack Reardon)/(Johnny Mercer, Sadie Vimmerstedt) – 3:21
12. I Left My Heart in San Francisco (George Cory, Douglass Cross) – 2:33
13. Steppin' Out with My Baby (Irving Berlin) – 3:12
14. Moonglow (Eddie DeLange, Will Hudson, Irving Mills) – 4:33 (avec k.d. lang)
15. They Can't Take That Away From Me (G. Gershwin, I. Gershwin) – 3:26 (avec Elvis Costello)
16. A Foggy Day (G. Gershwin, I. Gershwin) – 2:15
17. All of You (Cole Porter) – 2:35
18. Body and Soul (Frank Eyton, Johnny Green, Edward Heyman, Robert Sour) – 3:53
19. It Don't Mean a Thing (If It Ain't Got That Swing) (Duke Ellington, Mills) – 3:37
20. Autumn Leaves/Indian Summer (Joseph Kosma, Johnny Mercer, Jacques Prévert)/(Al Dubin, Victor Herbert) – 5:49

## Musiciens
- Tony Bennett – chant
- Ralph Sharon – piano
- Doug Richeson – contrebasse
- Clayton Cameron – batterie

## Classements
| Chart (1994–1995)            | Meilleure position |
| ---------------------------- | ------------------ |
| Australie (ARIA)             | 11                 |
| Nouvelle-Zélande (RIANZ)     | 23                 |
| États-Unis (Billboard 200)   | 48                 |
| États-Unis (Top Jazz Albums) | 1                  |